# 謎樣的他
《謎樣的他》，是由日本漫畫家西炯子創作的愛情漫畫，於小學館旗下雜誌《月刊flowers》2008年9月號開始連載，2010年2月號完結，單行本全4卷。
本作獲得2010年漫畫大獎第五名。改編的真人電影於2015年在日本上映。

## 劇情概要
本作講述年過35歲的失意女子，在祖母去世後住進祖母的房子，卻遇見一名也有房子鑰匙的五十歲男人。兩人隨著同居生活的發展，漸漸產生情愫。

## 出版書籍
| 卷數 | 小學館        | 小學館                 | 長鴻出版社     | 長鴻出版社         |
| 卷數 | 發售日期      | ISBN                   | 發售日期       | ISBN/EAN           |
| ---- | ------------- | ---------------------- | -------------- | ------------------ |
| 1    | 2009年3月10日 | ISBN 978-4-09-132269-2 | 2009年10月26日 | ISBN 9786260001391 |
| 2    | 2009年10月9日 | ISBN 978-4-09-132638-6 | 2010年10月14日 | ISBN 9786260001407 |
| 3    | 2010年3月10日 | ISBN 978-4-09-133027-7 | 2010年11月17日 | ISBN 9786260001414 |
| 4    | 2012年9月24日 | ISBN 978-4-09-134583-7 | 2013年5月26日  | ISBN 9786260001421 |

## 外部連結
- 小学館コミック ―フラワーズ― 西炯子「娚の一生」 （页面存档备份，存于）
- 映画『娚の一生』公式サイト （页面存档备份，存于）